# Bubendorf (gemeente)
Bubendorf is een gemeente en plaats in het Zwitserse kanton Basel-Landschaft, en maakt deel uit van het district Liestal.
Bubendorf telt 4.414 inwoners.